# Mikroregion (Korsika)
Eine Mikroregion ist auf Korsika ein Zusammenschluss mehrerer Gemeinden.
Von 360 korsischen Gemeinden sind 246 Mitglied in einer solchen Mikroregion. Insgesamt existieren 19. Die größte Mikroregion ist die Mikroregion Ajaccio rund um die Stadt Ajaccio. Sie umfasst 61 Gemeinden. Mikroregionen bestehen auf Korsika neben den Communautés de communes.